# Balon meteorologiczny

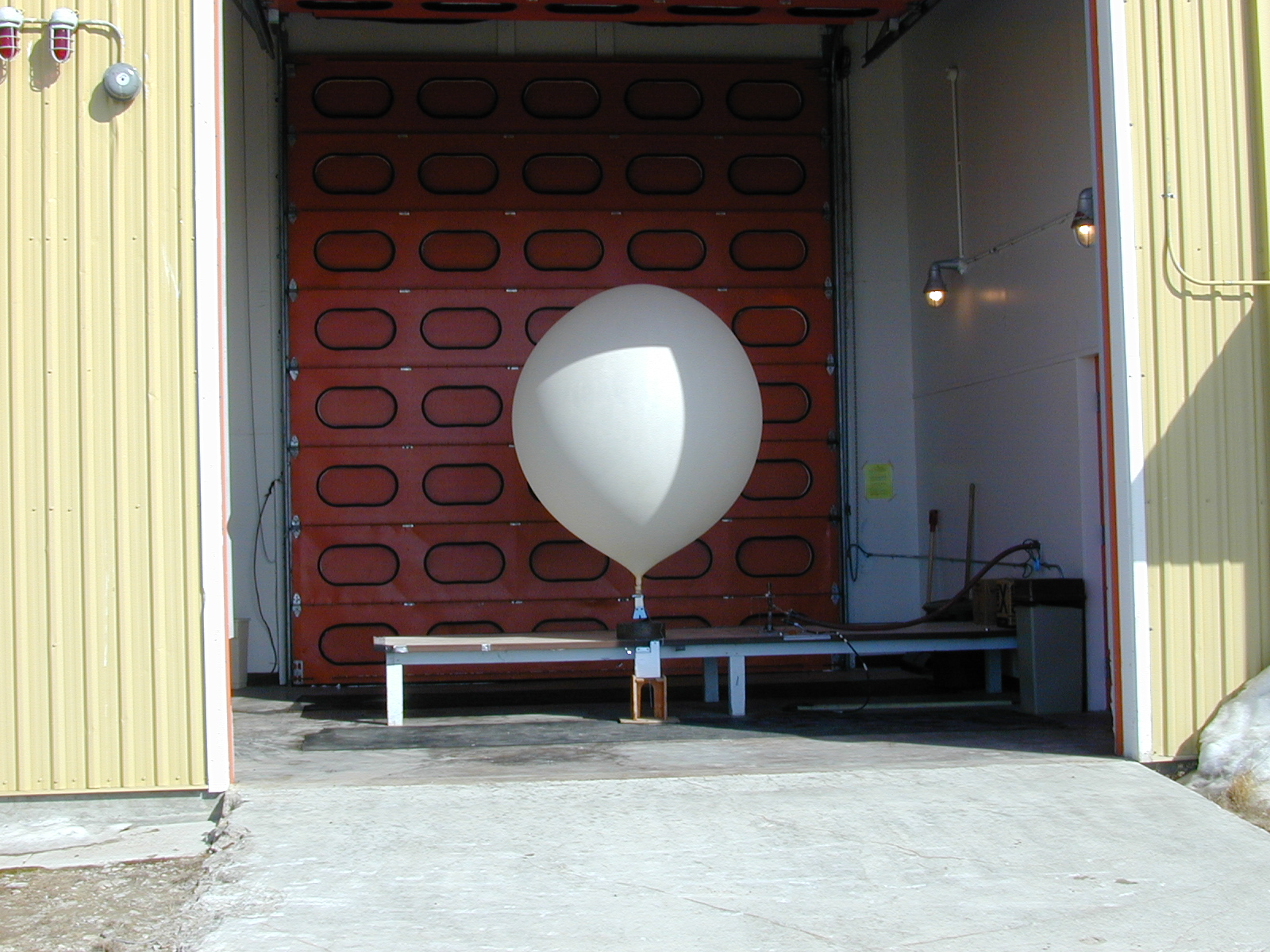
Balon wypełniony wodorem Cambridge Bay Upper Air station, Nunavut, Canada

Balon meteorologiczny – rodzaj sondy meteorologicznej w postaci balonu wypełnionego gazem lżejszym od powietrza (najczęściej hel). Jest zazwyczaj niewielki, o średnicy rzędu 2 m. Służy do dostarczania przyrządów badawczych w strefy zbyt wysokie dla samolotów, a zarazem zbyt niskie dla satelitów.
Do wypełniania balonu stosuje się również wodór, gdyż jest łatwiejszy do uzyskania, a więc tańszy od helu. Jednak wodór jest gazem bardzo niebezpiecznym, łatwopalnym i wybuchowym.
Stosowane są dwa rodzaje balonów meteorologicznych:
- balon pilotowy - nie zawiera żadnych aktywnych urządzeń, co najwyżej odbłyśnik w celu śledzenia go radarem. Pomiary meteorologiczne odbywają się na podstawie obserwacji ruchu balonu (jego prędkości i odległości). Mierzy się w ten sposób prędkość wiatru oraz - na podstawie utraty widoczności - wysokość podstawy chmur.
- balon radiosonda - zawiera podwieszone pod nim urządzenia pomiarowe oraz nadajnik radiowy. Jest to balon stratosferyczny. Wysokość lotu może przekraczać nawet 30 km, gdzie ciśnienie powietrza jest bardzo małe. Dlatego w momencie startu balon jest tylko częściowo wypełniony gazem, a jego powłoka jest elastyczna. Dzięki temu jego ciśnienie wewnętrzne rozciąga go na większej wysokości, co nie byłoby możliwe, gdyby był wypełniony całkowicie. Z tych samych powodów balony takie mają powłokę metalizowaną w celu odbijania promieni słonecznych, co redukuje nagrzewanie się gazu.

Oba rodzaje balonów są tracone po jednorazowym użyciu. Balon po osiągnięciu maksymalnej wysokości pęka, jego ładunek wyposażony w układ odzyskiwania ląduje na spadochronie. Można go znaleźć, gdyż jest wyposażony w nadajnik radiolokacyjny lub w odbiornik GPS, który pozwala na ciągłą obserwację pozycji kapsuły ze sprzętem.